# Alexander Spotswood
Alexander Spotswood (né vers 1676 - 6 juin 1740) est un lieutenant colonel de l'armée britannique, gouverneur de la colonie de Virginie en Amérique du Nord. Il est célèbre pour avoir organisé une expédition d'exploration à l'ouest des Blue Ridge Mountains. Il négocia le traité d'Albany avec les Iroquois de la région de New York. Il fut nommé lieutenant-gouverneur de Virginie en 1710.

## Biographie
Avec ses hommes, il capture Barbe Noire le 22 novembre 1718.

## Apparition au cinéma
Liste non-exhaustive de films dans lesquels évolue un personnage directement inspiré de Alexander Spotswood :
- Blackbeard: Terror at Sea ; personnage interprété par Simon Kunz.